# 新莱索皮托
新莱索皮托（法語：Les Hôpitaux-Neufs，法語發音：[le.z‿opito nœf]）是法国杜省的一个市镇，位于该省南部，汝拉山内部，与旧莱索皮托相邻，属于蓬塔利耶区。

## 地理
新莱索皮托（46°46'35"N, 6°22'22"E）面积6.56 平方千米，位于法国勃艮第-弗朗什-孔泰大區杜省，该省份为法国东部内陆省份，北起上索恩省，西接汝拉省，东部及东南部与瑞士接壤，东北部与贝尔福地区省接壤。
与新莱索皮托接壤的市镇（或旧市镇、城区）包括：旧莱索皮托、图永和卢特莱、茹涅、梅塔比耶。
新莱索皮托的时区为UTC+01:00、UTC+02:00（夏令时）。

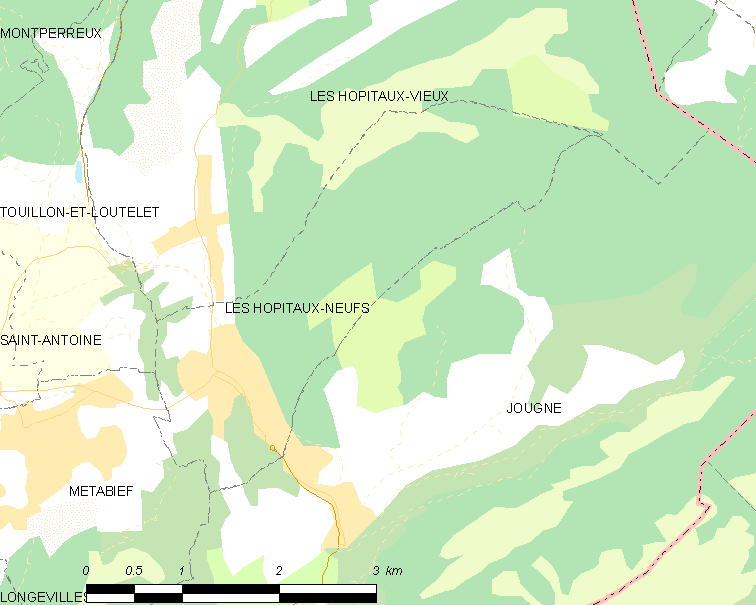
新莱索皮托的OSM定位图

## 行政
新莱索皮托的邮政编码为25370，INSEE市镇编码为25307。

## 政治
新莱索皮托所属的省级选区为弗拉讷县。

## 交通
法国国道N57线和杜省省道D9线在境内交汇。

## 人口

1962-2008年间新莱索皮托人口变化图示

新莱索皮托于2022年1月1日时的人口数量为947人。